# Игровой компьютер
Игровой компьютер (игровой ПК) — персональный компьютер (ПК), предназначенный и рассчитанный по конфигурации для компьютерных игр. Основным отличием игровых ПК от обычных является добавление геймплейно-ориентированных компонентов, таких как одна или более мощных видеокарт. 

Игровые компьютеры часто связаны с ПК энтузиастов вычислительной техники, в связи со схожестью интересов. Тем не менее, в то время как игровой ПК настроен для достижения производительности для фактического игрового процесса, компьютеры энтузиастов построены для достижения максимальной производительности, и возможность запуска игр на таком компьютере не является достижением цели и эталоном. Разница между энтузиазмом и постройкой игрового ПК в большом расхождении в стоимости выстраиваемой компьютерной системы. В то время, как для энтузиастов целью является построение ПК высокого класса, цена для построения игрового ПК не имеет значения: игровые ПК можно разделить на низкого уровня (дешёвые комплектующие), среднего уровня и высокого уровня. Вопреки распространённому заблуждению, производители видеокарт зарабатывают бо́льшую часть своих доходов от продаж комплектующих низкой и средней цены, что является развенчиванием мифов о зарабатывании на энтузиастах как на любителях дорогостоящих комплектующих[значимость факта?].
Из-за большого разнообразия деталей, которые могут пойти на построение игрового ПК, их, как правило, строят по заказу, а не в предварительно собранном виде, либо с помощью энтузиастов или компаний, они специализируются на производстве пользовательских игровых автоматов. Для того чтобы вызвать интерес, производители игровых компьютеров, продающие готовые системы, часто производят модели с красочным внешним дизайном, что позволяет им создать конкурентоспособные компьютеры не только с эстетичным дизайном, но и с внутренними аппаратными средствами.

## История
Исторически сложилось, что игровые компьютеры имели несколько различных аппаратных компонентов, которые отличают их от обычного ПК. Стремление к лучшей графике началось с точностью цветопередачи от систем отображения, таких как CGA или более новая VGA, которая стала выпускаться для массового рынка.
Популярность игровых ПК также привела к толчку для принятия[прояснить] звуковых карт, которые в настоящее время часто интегрируются в материнские платы.
В 1980-е годы, несколько не IBM-PC-совместимых платформ получили определенную популярность в связи с продвинутой графикой и звуковыми возможностями, в том числе Commodore 64 и Amiga. Разработчики видеоигр того времени считали эти платформы целевыми для своих игр, хотя, как правило, они позже портировали игры к более популярным ПК-платформам, а также ПК производства корпорации Apple. MSX был очень популярным стандартом в Японии, где он предшествовал революции игровых приставок.[значимость факта?] Япония также имела несколько других популярных игровых компьютеров в 1980-х — начала 1990-х годов, в том числе самые популярные NEC PC-8801 и NEC PC-98, а также мощные X68000 и FM Towns.
К 1993 году ПК стали совместимым стандартом для игр. Computer Gaming World заявил в январе:

Мы считаем, что было бы ошибкой брать что-либо меньше клона 386-го с тактовой частотой, по меньшей мере, в 33 МГц. Если возможно, берите клон 486-го с более высокой скоростью. Возьмите четыре мегабайта оперативной памяти и не менее 100 Мб на жёстком диске. Если вы никогда не имели дело с приглашением командной строки "C>", то вам стоит установить ОС Windows на компьютере в качестве основного интерфейса. Если вы чувствуете себя комфортно с той же DOS, которую вы видите на машинах своих друзей, ставьте DOS 5.0. Купите мышь, если вы можете себе это позволить, и звуковую карту, AdLib- или Soundblaster-совместимую. Если вы выиграли в лотерею, поставьте ещё и CD-ROM. Получится минимальная игровая машина для современных игр.
Компания Falcon Northwest начала рекламу в «Computer Gaming World» в 1993 году, утверждая, что «серия Falcon MACH является первой серией персональных компьютеров, разработанных специально для серьезного геймера».
LAN party помогли содействовать использованию сетевых карт. Это оборудование в настоящее время широко используется не-геймерами для широкополосного доступа в Интернет, чтобы разделить соединение с несколькими компьютерами в доме. Как и звуковые карты, сетевые адаптеры теперь обычно интегрированы на материнских платах.
В наше время, основное различие между игровым компьютером и ПК/офисным является включение производительности, ориентированной на видеокарты, которые должны иметь мощные графические процессоры и выделенную память. Они, как правило, являются обязательным требованием, чтобы играть в современные игры.